# Une nuit de folie à l'opéra
Pour plus de détails, voir Fiche technique et Distribution.
Une nuit de folie à l'opéra (Follie per l'opera) est un film musical italien réalisé par Mario Costa et sorti en 1948.
Avec presque 3 millions d'entrées en Italie à sa sortie, le film se place 7e du box-office Italie 1948.

## Synopsis
À Londres, dans l'immédiate après-guerre, l'église catholique d'un quartier italien a été détruite par les bombardements allemands. À l'invitation pressante du prêtre, un jeune journaliste répond en organisant une collecte de l'argent nécessaire à la reconstruction ; un grand concert de charité à Covent Garden avec les chanteurs d'opéra les plus en vogue du moment. Mais pour obtenir la coopération des chanteurs d'opéra, une grosse somme d'argent est nécessaire et le journaliste se tourne vers un usurier. Le prêteur pose une condition : il lui donnera l'argent si le restaurateur s'engage à le rembourser dans un certain délai. Si cela ne se produit pas, il sera obligé de lui vendre le restaurant.
Avec l'aide de sa petite amie, le journaliste fait signer un papier vierge à l'oncle de la jeune fille et y inscrit la déclaration exigée par le prêteur. Les chanteurs d'opéra arrivent dans la capitale britannique, ont un contrat régulier à l'en-tête du prestigieux Covent Garden, mais le directeur est absent et sa secrétaire refuse d'accorder le théâtre. Aidé de quelques ouvriers, le journaliste parvient rapidement à transformer un gymnase en théâtre, le concert est un succès triomphal et l'argent est remboursé ; l'église est reconstruite et le journaliste, qui a entre-temps obtenu le poste de directeur artistique à Covent Garden, déclare vouloir conduire sa fiancée à l'autel.

## Fiche technique
- Titre original italien : Follie per l'opera[1]
- Titre français : Une nuit de folie à l'opéra ou Une folle nuit à l'opéra ou Folies pour l'Opéra[2]
- Réalisateur : Mario Costa
- Scénario : Mario Costa, Mario Monicelli, Giovanna Soria, Steno
- Photographie : Mario Bava
- Montage : Otello Colangeli
- Musique : Felice Montagnini
- Décors : Piero Filippone
- Costumes : Romolo De Martino
- Production : Maleno Malenotti, Cesare Zanetti, Michele Scalera, Salvatore Scalera
- Sociétés de production : Gestione Studios Internazionali Cinematografica, Scalera Film
- Pays de production :  Italie
- Langue originale : italien
- Format : Noir et blanc - 1,37:1 - Son mono - 35 mm
- Durée : 94 minutes
- Genre : Comédie et film musical
- Dates de sortie :
  - Italie : 10 août 1948
  - France : 19 mars 1954[2]

## Distribution
- Gino Bechi : Gino
- Gina Lollobrigida : Dora Scala, la fiancée de Guido Marchi
- Carlo Campanini : Carlo Scala, l'oncle de Dora
- Constance Dowling : Margaret Jones
- Aroldo Tieri : Guido Marchi, le journaliste
- Aldo Silvani : Don Antonio Capenna, le prêtre
- Lamberto Picasso : McLean, le prêteur sur gages
- Franca Marzi : Carmen
- Guglielmo Barnabò : le directeur de Covent Garden
- Nico Pepe : le premier ami fouineur de Carlo Scala
- Michele Riccardini : le deuxième ami de Carlo Scala, l'escroc
- Luigi Almirante : le notaire
- Arturo Bragaglia : le nouveau serveur
- Gino Scotti : le premier saboteur envoyé par McLean
- Felice Romano (it) : le deuxième saboteur envoyé par McLean
- Giuseppe Pierozzi : un client protestataire
- Franco Pesce (en) : Gennarino
- Enrico Luzi (en) : un fanatique d'opéra à l'aéroport
- Achille Majeroni (it) : Mister Brown
- Felice Minotti : le spectateur piémontais du concert
- Bruno Smith : le conducteur
- Aristide Garbini : le cuisinier du restaurant
- Luigi Erminio D'Olivo : un lecteur de journaux au bar
- Federico Collino : l'inventeur du stylo-plume
- Bruno von Barens : le secrétaire adjoint à Covent Garden
- Silvana Mangano : une fille courtisée par Gino lors de la représentation de Carmen.
- Nives Poli : la prima ballerina
- Ornella Puliti Santoliquido : la pianiste
- Franco Mannino : le pianiste
- Beniamino Gigli : lui-même
- Maria Caniglia : elle-même
- Tito Schipa : lui-même
- Tito Gobbi : lui-même
- Lino Solari

## Production
Le film comporte des pièces d'opéra de Gioachino Rossini, Ruggero Leoncavallo, Vincenzo Bellini, Georges Bizet, Friedrich von Flotow, Umberto Giordano et Carl Maria von Weber, chantées par Gino Bechi, Beniamino Gigli, Tito Schipa, Maria Caniglia et Tito Gobbi. La chanson est signée Eldo Di Lazzaro (it). Toute la musique du film est réalisée par Giuseppe Morelli. Le Corpo di Ballo del Teatro alla Scala (it) apparaît également dans le film, avec la prima ballerina, Nives Poli (it).
Inscrit au pubblico registro cinematografico (it) sous le numéro 705, il a été soumis à la Commissione di Revisione Cinematografica le 6 août 1948 et a obtenu le visa de censure no 4449 le 10 août 1948, avec une longueur de film vérifiée de 2 559 mètres et a été projeté pour la première fois le jour même où le visa a été accordé.